# Sune Karl Bergström
Sune Karl Bergström (Estocolmo, 10 de enero de 1916 - Estocolmo, 15 de agosto de 2004) fue un bioquímico y profesor sueco. Obtuvo el Premio Nobel de Fisiología o Medicina en 1982, compartido con Bengt Samuelsson y John Robert Vane, por sus trabajos sobre las prostaglandinas. Fue presidente de la Fundación Nobel (1975-1987) y presidente del departamento de investigación médica de la Organización Mundial de la Salud (1977-1982).
Su hijo, Svante Pääbo, también recibió el Premio Nobel de Fisiología o Medicina cuatro décadas después, en 2022.

## Biografía
Estudió medicina en la Universidad de Estocolmo y en Estados Unidos. Inició sus trabajos de investigación en la Universidad de Columbia, en Nueva York. Fue además profesor de química del Instituto Karolinska.[cita requerida]

## Contribuciones
Bergström investigó, al igual que Bengt Ingemar Samuelsson y Sir John Robert Vane, colegas suyos, las prostaglandinas. Estas sustancias fueron descubiertas y nombradas por primera vez a mediados de los años 1930 por Ulf Svante von Euler-Chelpin, quien en 1970 recibió el Premio Nobel por sus estudios neurofisiológicos. Sin embargo, la importancia de estas sustancias como agentes biológicamente activos solo se conoció a través de los trabajos de Bergström, Samuelsson y Vane. El punto de partida lo marcó Bergström, con el aislamiento de prostaglandinas individuales y el esclarecimiento de su estructura química. Además, pudo demostrar que las prostaglandinas se forman a partir de ácidos grasos insaturados.[cita requerida]
Sobre esta base, fue posible continuar la investigación sobre las prostaglandinas. Hoy en día se sabe que estas sustancias están presentes en casi todas las especies animales, así como en diversas plantas, y que tienen un espectro muy variado de funciones. En los seres humanos y en otros vertebrados, por ejemplo, desempeñan un papel importante en la reproducción, en la aparición y regulación de inflamaciones, en la regulación de la presión arterial y en la transmisión de impulsos nerviosos. Los trabajos de Bergström se centraron principalmente en el efecto de diversas prostaglandinas en las arterias coronarias, donde sus propiedades vasodilatadoras parecen representar una adaptación fisiológica del sistema circulatorio a los esfuerzos físicos.[cita requerida]
Algunas prostaglandinas tienen efectos antiespasmódicos, mientras que otras provocan contracciones de la musculatura lisa. Así, las prostaglandinas que llegan al útero con los espermatozoides durante el acto sexual generan contracciones en este órgano durante el orgasmo femenino.[cita requerida]